# Jennifer Tisdale
Pour les articles homonymes, voir Tisdale.
Jennifer Kelly Tisdale est une actrice américaine, née le 18 septembre 1981 à Neptune (New Jersey) .

## Biographie
Jennifer Tisdale est la fille de Mike Tisdale et Lisa Morris. Elle est aussi la grande sœur d'Ashley Tisdale. Jennifer Kelly Tisdale est née à Neptune dans le comté de Monmouth dans le New Jersey.
Sa carrière d'actrice a commencé à s'affirmer avec des séries comme Boston Public, Undressed et Raising Dad. Plus tard, en 2006, grâce à sa sœur Ashley, elle est apparue comme danseuse dans High School Musical Dance-Along.
Puis en 2007, elle joue le rôle de Chelsea dans American Girls 4 au côté de Ashley Benson.

## Vie privée
D'août 2009 à mai 2011, Jennifer a été mariée au restaurateur américain Shane McChesnie - avec qui elle a une fille, prénommée Mikayla Dawn McChesnie, née le 13 février 2010.

## Filmographie

### Télévision
- 2000 : City Guys : Cheerleader
- 2002 : Les Aventures de Mister Deeds :  Card Reader
- 2002 : Ted Bundy : Pretty Girl
- 2004 : The Hillside Strangler : Erin
- 2006 : Dark Ride : Liz
- 2007 : American Girls 4 : Chelsea
- 2008 : Super blonde : Phi Iota Mu

### Séries TV
- 2001 : Boston Public : Katie Cooper
- 2001 : Undressed : Betsy
- 2002 : Un père peut en cacher un autre : Erin
- 2004 : Clubhouse : Cheerleader
- 2007 : La Vie de palace de Zack et Cody : Saloon Girl
- 2008 : La Vie de croisière de Zack et Cody : Connie

### Autres
- 2006 : High School Musical Dance-Along : Danseuse
- 2018 : Daphne & Velma : Productrice

## Sources
- (es) Cet article est partiellement ou en totalité issu de l’article de Wikipédia en espagnol intitulé « Jennifer Tisdale » (voir la liste des auteurs).